# قلعه قلاع سرایان
قلعه قلاع  قلعه‌ی است مربوط به دوره اسماعیلیان که در فاصله ١ کیلومتری روستای همبو از دهستان مصعبی،شهرستان سرایان واقع شده و این اثر در تاریخ ۱۳ خرداد ۱۳۸۶ با شمارهٔ ثبت ۱۹۲۰۳ به‌عنوان یکی از آثار ملی ایران به ثبت رسیده‌است.